# Йосипівка (Козівська селищна громада)
Йосипі́вка — село в Україні, у Козівській селищній громаді Тернопільського району Тернопільської області. Розташоване на березі річки Коропець.

## Історія
Село відоме з 1626 року (раніше існувало як хутір). До 2020 року перебувало в адміністративному підпорядкуванні Кривенської сільської ради.
12 червня 2020 року, відповідно до розпорядження Кабінету Міністрів України № 724-р «Про визначення адміністративних центрів та затвердження територій територіальних громад Тернопільської області» увійшло до складу Козівської селищної громади.
19 липня 2020 року, у результаті адміністративно-територіальної реформи та ліквідації Козівського району, село увійшло до складу Тернопільського району.

## Релігія
- церква Преображення Господнього (2009, кам'яна, УГКЦ).

## Населення
Місцева говірка належить до наддністрянського говору південно-західного наріччя української мови.
Населення — 206 осіб (2003).

## Соціальна сфера
Діє загальноосвітня школа І ступеня.
У селі парафія і храм Церква Преображення Господнього УГКЦ Козівського деканату.

## Галерея

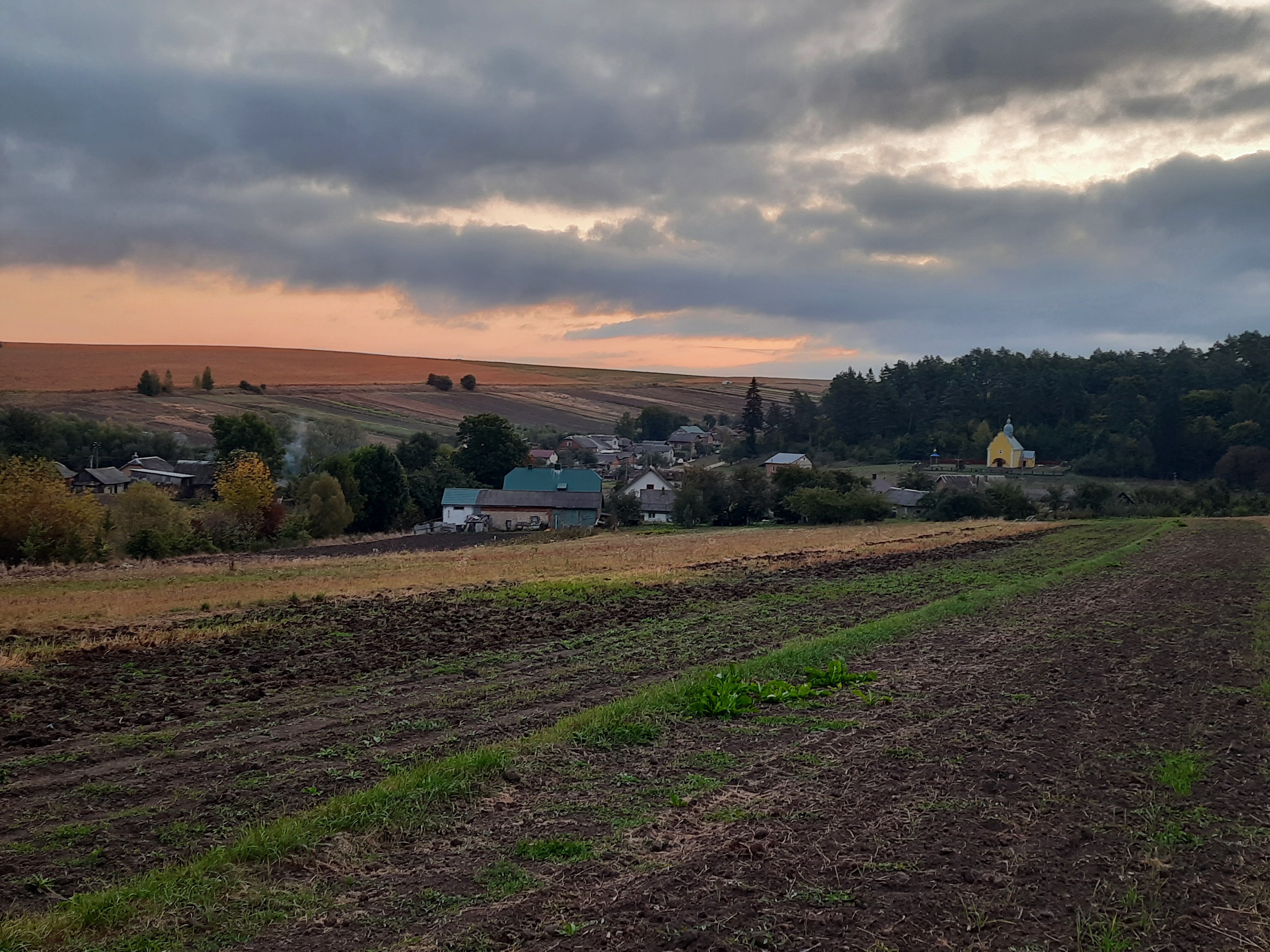
Вигляд на село з пагорба
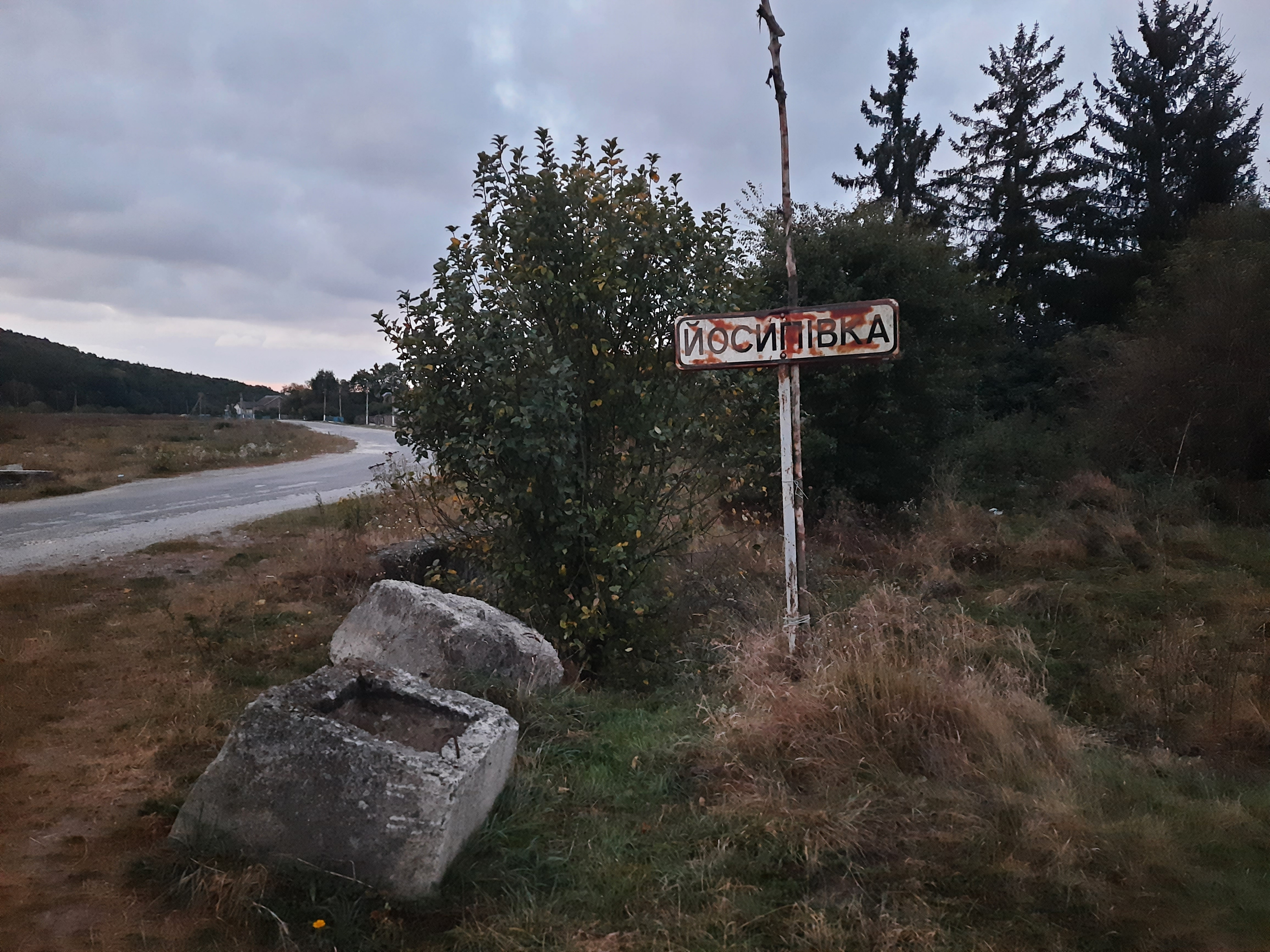
Дорожній знак при в'їзді в село
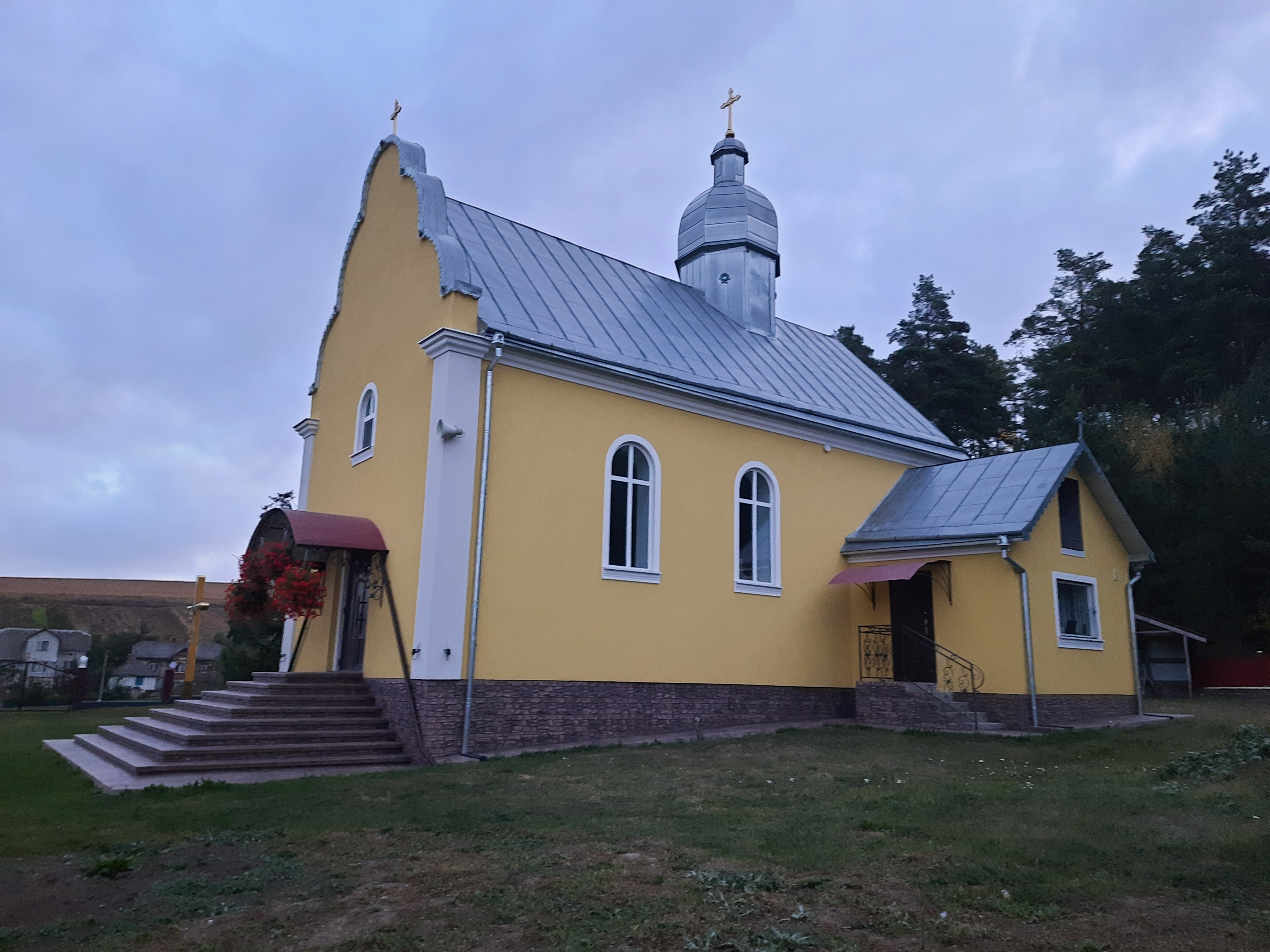
Церква Преображення Господнього
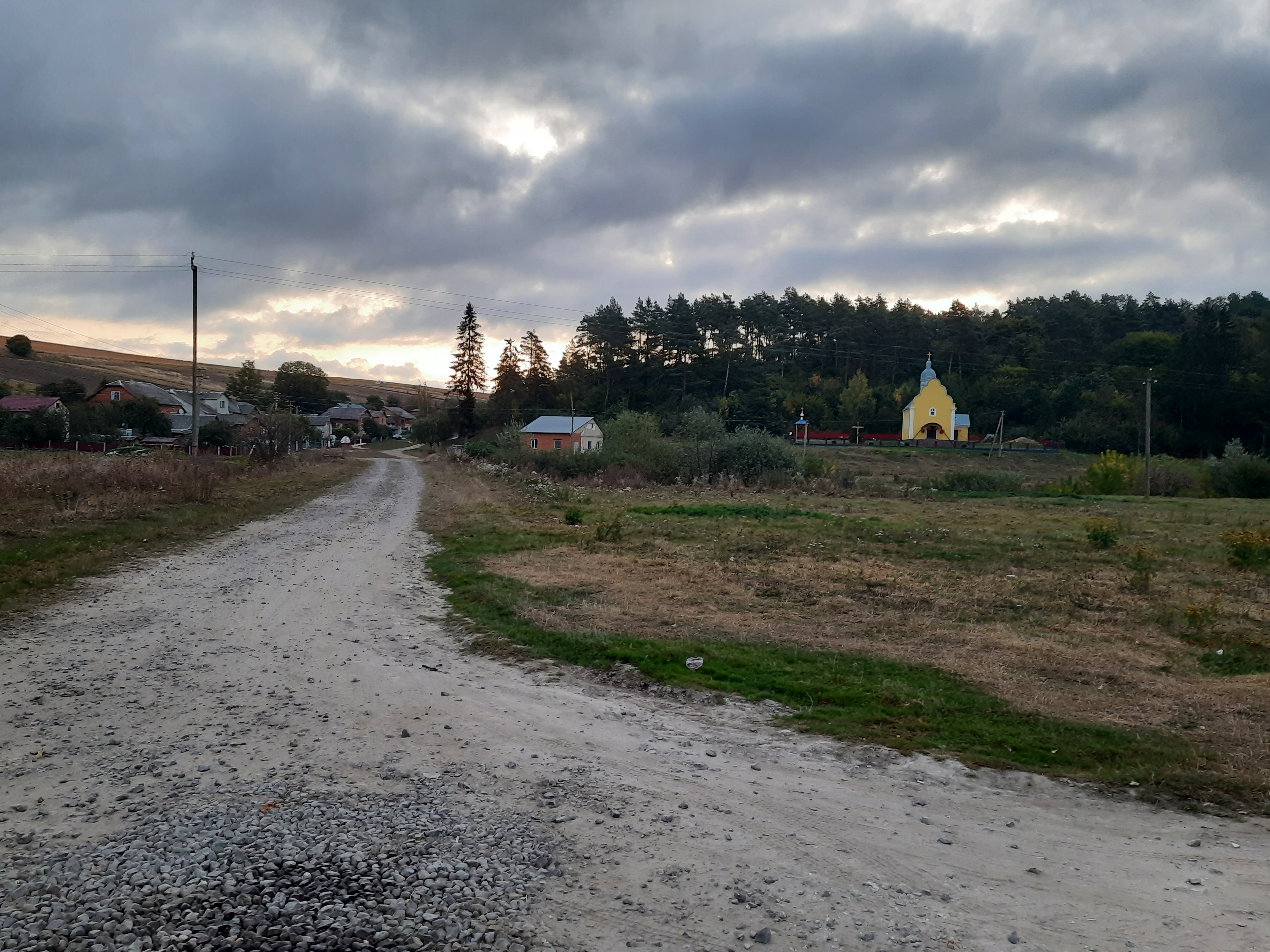
Сільський пейзаж
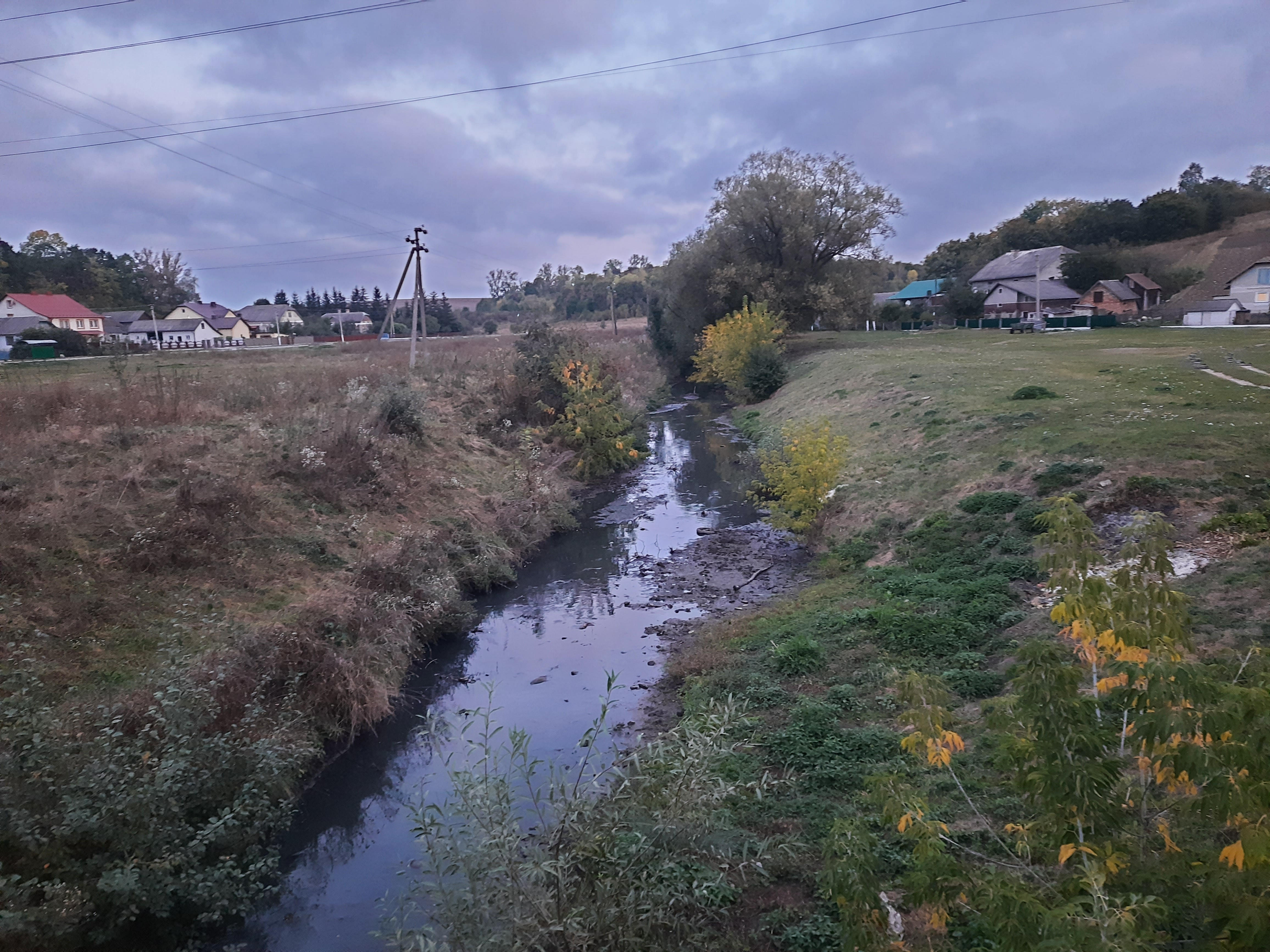
Річка Коропець біля села